# R. J. 햄튼

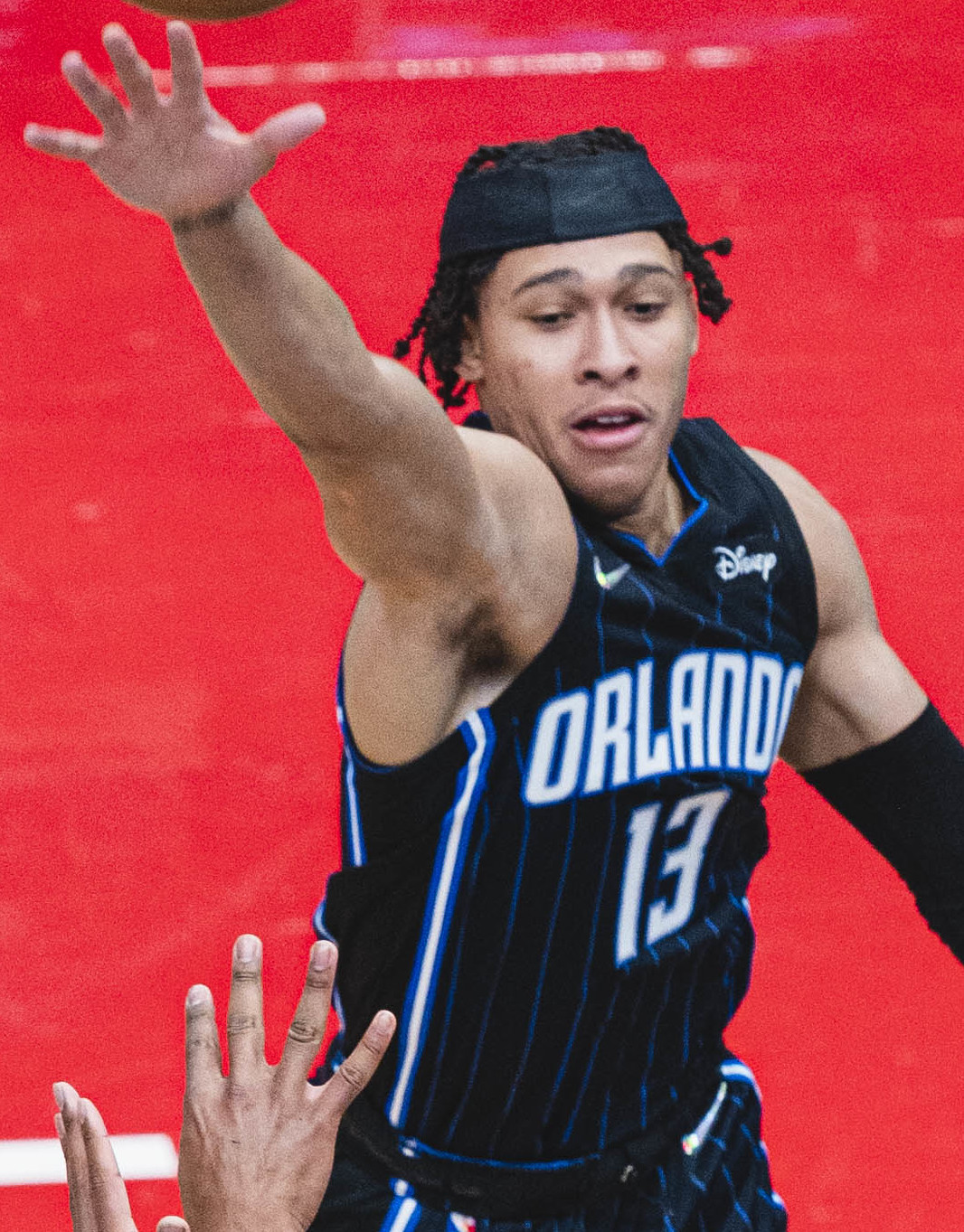
2022년 올랜도 매직에서의 모습

R. J. 햄튼(R. J. Hampton, 본명: 로데릭 디온 "R.J." 햄튼 주니어, Roderick Deon "R. J." Hampton Jr., 2001년 2월 7일 ~ )는 NBA G 리그의 캐피털 시티 Go-Go 소속 미국 프로 농구 선수이다. NBA 드래프트에 지원하기 전에 NBL(내셔널 농구 리그 (오스트레일리아))의 뉴질랜드 브레이커스에서 뛰었다. 텍사스주 리틀 엘름에 있는 리틀 엘름 고등학교의 5성급 신입 선수였다. 2020년 NBA 드래프트에서 전체 24순위로 밀워키 벅스에 지명되었다.

## 국가대표 경력
햄튼은 미국 U-16 대표팀과 함께 2017 FIBA 16세 미만 아메리카스 챔피언십에서 금메달을 획득했다. 5경기에서 그는 경기당 평균 9득점, 3.2리바운드, 2.6어시스트를 기록했다. 그는 2018 FIBA 17세 미만 농구 월드컵에서 17세 이하 국가 대표팀과 함께 또 다른 금메달을 획득했지만 발 부상으로 인해 2경기에 출전하지 못했다. 햄튼은 경기당 평균 7.5득점, 2.5리바운드, 1.5스틸을 기록했다.